# 施展 (数学家)
施展（1967年5月—），浙江宁波人，法国华裔数学家。现任法国巴黎皮埃尔和玛丽·居里大学（巴黎第六大学）教授。为中科大少年班的毕业生。

## 生平
小学毕业于峙头小学，因成绩优异，跳过初中，直接被宁波镇海中学破格录取入读高中。两年后考取中国科学技术大学少年班。
1986年，以中国科学院应用数学研究所第一名的成绩，被推荐到法国巴黎玛丽·居里大学留学。
1988年，一举解决世界著名数学难题，发表论文“布朗运动的数学模型”。1990年，获数学博士学位。赴伦敦玛丽王后大学，做了两年博士后研究工作。
1997年，年仅三十岁便升任居里大学教授。

## 代表论著
- 《布朗运动的数学模型》